# 670년

## 연호
- 당(唐) 총장(總章) 3년 / 함형(咸亨) 원년

## 기년
- 당(唐) 고종(高宗) 21년
- 신라(新羅) 문무왕(文武王) 10년
- 보덕국(報德國王) 보덕왕(報德王) 원년

## 사건
- 대비천 전투
- 신라와 당나라의 전쟁이 발발함 (나당전쟁)
- 왜국에서 정식 국호를 일본(日本)으로 바꾸었다.

## 사망
고구려(高句麗)의 무신(武臣) 검모잠(劍牟岑)